# Elthusa frontalis
Elthusa frontalis là một loài chân đều trong họ Cymothoidae. Loài này được Richardson miêu tả khoa học năm 1910.